# Мухаммед Сарикая
Мухаммед Емін Сарикая (тур. Muhammed Emin Sarıkaya, нар. 3 січня 2002, Отлу, Туреччина) — турецький футболіст, захисник клубу «Істанбул Башакшехір».
На правах оренди грає в клубі «Анкара Кечіоренгюджю».

## Ігрова кар'єра

### Клубна
Мухаммед Сарикая є вихованцем клубу «Бурсаспор». У травні 2018 року футболіст підписав з клубом професійний контракт. За два дні Сарикая дебютував у першій команді «Бурсаспора» і став першим гравцем турецького чемпіонату, який народився у 2002 році.
Через рік Сарикая перейшов до клубу «Істанбул Башакшехір», з яким підписав трирічний контракт. У грудні 2019 року футболіст зіграв першу гру в основі нової команди. Але з 2021 року для набору ігрової практики футболіст був відправлений в оренду у клуб Суперліги «Єні Малатьяспор». З 2022 року Сарикая на правах оренди грає у клубі Першої ліги «Анкара Кечіоренгюджю».

### Збірна
Мухаммед Сарикая виступав за юнацькі збірні Туреччини різних вікових категорій.